# Zulia FC
Zulia Fútbol Club is een Venezolaanse voetbalclub uit Maracaibo, die werd opgericht op 16 januari 2005. De club speelt in de Primera División en werkt zijn thuiswedstrijden af in het Estadio José Pachencho Romero, net als Unión Atlético Maracaibo.